# Ján Pampúch
Ján Pampúch (* 1942. február 25.) csehszlovák politikus, a Szabadság Párt első titkára, az egykori Szövetségi Gyűlés Nemzetek Kamarájának képviselője.

## Élete
1986-ban a Szabadság Párt (Strana slobody) kerületi bizottságának titkára, 1988 februárjától központi bizottságának első titkára volt. 1986 és 1990 között a Szövetségi Gyűlés Nemzetek Kamarájának képviselője (a Nagykürtösi járásban szerezte képviselői mandátumát).

## Fordítás
Ez a szócikk részben vagy egészben  a   Ján Pampúch című cseh Wikipédia-szócikk fordításán alapul.  Az eredeti cikk szerkesztőit annak laptörténete sorolja fel. Ez a jelzés csupán a megfogalmazás eredetét és a szerzői jogokat jelzi, nem szolgál a cikkben szereplő információk forrásmegjelöléseként.